# Taiwan Power Company Football Club
Maillots
Le Taiwan Power Company Football Club (en chinois : 台灣電力公司足球隊), plus couramment abrégé en Taiwan Power Company, est un club taïwanais de football fondé en 1979 et basé dans la ville de Kaohsiung.
Le club est sponsorisé par la Taiwan Power Company, opérateur public d'électricité.

## Palmarès
| Compétitions nationales | Compétitions internationales                            |
| --- | ------------------------------------------------------- |
| - Championnat de Taïwan (20) : - Champion : 1987, 1990, 1992, 1994, 1995, 1996, 1997, 1998, 1999, 2000-01, 2001-02, 2002-03, 2004, 2007, 2008, 2010, 2011, 2012, 2014, 2015-16. | - Coupe du président de l'AFC (1) : - Vainqueur : 2011. |

## Personnalités du club

### Présidents du club
- Chen Kui-Ming

### Entraîneurs du club
- Chen Kuei-jen